# Gouvernement de Broqueville I
Pour les articles homonymes, voir De Broqueville.
Royaume de Belgique
Schollaert Cooreman
Le gouvernement de Broqueville I est un gouvernement catholique qui gouverna la Belgique du 18 juin 1911 au 1er juin 1918. Le premier ministre du gouvernement, Charles de Broqueville est  également ministre des chemins de  fer, des postes et du télégraphe. À partir de 1916, le gouvernement est élargi avec les socialistes et les libéraux. Après ce remaniement on l'appelle aussi  le gouvernement de Broqueville II. D'octobre 1914 à novembre 1918, le gouvernement belge en exil en France siégeait dans l'immeuble Dufayel à Sainte-Adresse.
À la suite de désaccords avec Paul Hymans au sujet de la politique linguistique et avec Albert Ier au sujet de la position de ce dernier comme commandant en chef de l'armée, Charles de Broqueville démissionne et est remplacé par Gerard Cooreman, ex-président de la Chambre des Représentants et un des directeurs de la Société Générale. 

## Composition
| Ministère                                                           | Nom                    | Parti            |
| ------------------------------------------------------------------- | ---------------------- | ---------------- |
| Premier et ministre des chemins de fer, des postes et du télégraphe | Charles de Broqueville | Parti catholique |
| Ministre des affaires étrangères                                    | Julien Davignon        | Parti catholique |
| Ministre de l'intérieur                                             | Paul Berryer           | Parti catholique |
| Ministre des arts et des sciences                                   | Prosper Poullet        | Parti catholique |
| Ministre de la justice                                              | Henry Carton de Wiart  | Parti catholique |
| Ministre des finances                                               | Michel Levie           | Parti catholique |
| Ministre de l'industrie et du travail                               | Armand Hubert          | Parti catholique |
| Ministre de l'agriculture et des travaux publics                    | Aloys Vande Vyvere     | Parti catholique |
| Ministre de la guerre                                               | Joseph Hellebaut       | Parti catholique |
| Ministre des colonies                                               | Jules Renkin           | Parti catholique |

## Remaniements
- 23 février 1912
  - Joseph Hellebaut (extra-parlementaire) démissionne comme ministre de la guerre et est remplacé ad interim par  Charles de Broqueville, premier ministre
- 3 april 1912
  - Victor Michel (extra-parlementaire) est nommé ministre de la guerre
- 11 novembre 1912
  - Aloys Vande Vyvere (Parti catholique) démissionne comme ministre de l'agriculture et des travaux publics et est remplacé par Joris Helleputte
  - Charles de Broqueville (Parti catholique) cède les chemins de fer à Aloys Vande Vyvere et les postes et le télégraphe à Paul Segers
  - Victor Michel (extra-parlementaire) démissionne comme ministre de la  guerre et est remplacé par Charles de Broqueville, premier ministre
- 28 février 1914 : Aloys Vande Vyvere (Parti catholique) devient ministre des Finances en remplacement de Michel Levie
- 30 juillet 1915
  - Eugène Beyens (Parti catholique) est nommé ministre sans portefeuille
- 18 janvier 1916
  - Julien Davignon (Parti catholique) démissionne comme ministre des affaires étrangères et est nommé ministre sans portefeuille; il meurt le 12 mars 1916; Eugène Beyens, ministre sans portefeuille, est nommé ministre des affaires étrangères
  - Eugène Goblet d'Alviella (libéraux), Paul Hymans (libéraux) et Émile Vandervelde (POB) sont nommés ministre sans portefeuille
- 4 août 1917
  - Eugène Beyens (Parti catholique) démissionne comme ministre des affaires étrangères et est remplacé comme ministre des affaires étrangères par Charles de Broqueville, premier ministre
  - Charles de Broqueville (Parti catholique) démissionne comme ministre de la guerre et est remplacé par Armand De Ceuninck (technicien)
  - Émile Vandervelde (POB) est nommé ministre de l'intendance civil et militaire
- 12 octobre 1917
  - Paul Hymans (libéraux) est nommé ministre des affaires économiques
- 1er janvier 1918
  - Charles de Broqueville (Parti catholique), premier ministre, démissionne comme ministre des affaires étrangères et est remplacé comme ministre des affaires étrangères par Paul Hymans (libéraux); Charles de Broqueville est nommé ministre de la reconstruction nationale
  - Paul Hymans (libéraux) démissionne comme ministre des affaires économiques et est remplacé par Prosper Poullet (Parti catholique)
  - Emile Brunet (POB) est ministre sans portefeuille.
  - Georges Lorand (parti libéral progressiste) est nommé ministre d’État.